# Willi Bredel
Willi Bredel, né le 2 mai 1901 à Hambourg et mort le 27 octobre 1964 à Berlin-Est, est un écrivain allemand appartenant au mouvement du réalisme socialiste.

## Biographie
Willi Bredel est le fils d'un ouvrier dans l'industrie du tabac. Après sa scolarité, il apprend le métier de chaudronnier de 1916 à 1918 au chantier naval Blohm + Voss. Il s'engage aussi dans la politique : de 1916 à 1917 dans la Jeunesse ouvrière socialiste (de), de 1917 à 1920 dans la Ligue spartakiste puis à partir de 1919 au Parti communiste d'Allemagne (KPD). En 1923, il participe à l'insurrection de Hambourg et se voit infliger deux ans de prison. Après son amnistie en 1925, il travaille comme marin, chauffeur de taxi, tourneur et comme journaliste dans des journaux ouvriers. En 1928, il devient rédacteur du Hamburger Volkszeitung (de). Pour « appel à l'insurrection », il est condamné en 1930 à deux ans de prison. Il écrit alors son premier roman en cellule.
Lorsque les nazis prennent le pouvoir en mars 1933, il est placé en « détention préventive » et interné au camp de concentration de Fuhlsbüttel, près de Hambourg. En 1934, il s'enfuit en Tchécoslovaquie puis émigre à Moscou. À Londres, sort son roman L'Épreuve qui fait connaître à toute l'Europe les camps de concentration nazis. De 1936 à 1939, il édite avec Bertolt Brecht et Lion Feuchtwanger la revue littéraire Das Wort. De 1937 à 1938, il participe à la guerre d'Espagne comme commissaire de guerre dans le Bataillon Thälmann au sein des Brigades internationales. En 1939, il revient à Moscou et prend part à la Seconde Guerre mondiale aux côtés des Soviétiques. Durant l'hiver 1942-1943, il est présent avec Walter Ulbricht et Erich Weinert sur le front de la bataille de Stalingrad pour convaincre les soldats allemands de l'inutilité de la guerre. Il fait partie des fondateurs du Nationalkomitee Freies Deutschland.
Bredel revient en Allemagne après la guerre en 1945 avec le groupe Ulbricht et travaille comme instructeur politique pour le comité central du KPD de Mecklembourg-Poméranie-Occidentale. Il cofonde le Kulturbund zur demokratischen Erneuerung Deutschlands à l'échelon régional. De 1947 à 1949, il est membre du parlement régional puis de 1948 à 1950 de la Chambre du peuple. Il est rédacteur en chef des revues littéraires  Heute und Morgen (1947−1950) et Neue Deutsche Literatur (1952−1956). En 1950, il est cofondateur de l'Académie des arts de la RDA.
En 1954, il accède au comité central du Parti socialiste unifié d'Allemagne (SED) et, en 1957, de la commission culturelle. En 1962, il succède à Otto Nagel à la présidence de l'Académie des arts et développe l'académisme socialiste tel que le définit le parti.

## Œuvre
Le travail de Willi Bredel s'appuie toujours sur la lutte des classes. Son expérience journalistique lui sert de base pour son premier roman Maschinenfabrik N.&K. (de) qui décrit simplement l'usine de Kampnagel (de).
Des critiques comme Georg Lukács lui reprochent de mettre en scène des personnages simplistes, des sortes de figurants, d'utiliser un langage avec trop de références et une méthode littéraire « trotskiste ». Or, le propos de Bredel n'est pas de dépeindre des individus, mais de montrer les conflits d'intérêts au sein de divers groupes sociaux.
Pour écrire L'Épreuve, Bredel s'inspire de sa propre expérience du camp de concentration et s'appuie aussi sur les documents du codétenu Fritz Solmitz (de). Écrit en exil à Prague, il est publié dans toute l'Europe.
Issu de la trilogie Verwandte und Bekannte, Die Väter est une lecture obligatoire des élèves de la RDA. Bredel y décrit la vie des travailleurs sociaux-démocrates de Hambourg au début du XXe siècle avec humour et des connaissances précises. Selon Alfred Kantorowicz, le troisième tome, Die Enkel, est illisible tant il est déformé par le réalisme socialiste.

### Édition allemande
- Maschinenfabrik N&K, 1930
- Die Rosenhofstraße, 1931
- Der Eigentumsparagraph (interdit en Allemagne en 1933, paru seulement en 1961)
- Die Prüfung, 1934
- Der Spitzel und andere Erzählungen
- Dein unbekannter Bruder, 1937
- Begegnung am Ebro. Aufzeichnungen eines Kriegkommissars, 1939
- Der Kommissar am Rhein und andere historische Erzählungen, 1940
- Pater Brakel und andere Erzählungen, 1940
- Verwandte und Bekannte, trilogie :
  - Die Väter, 1941
  - Die Söhne, 1949
  - Die Enkel, 1953
- Der Sonderführer, 1943
- Das schweigende Dorf und andere Erzählungen, 1949
- Die Vitalienbrüder, 1950
- Fünfzig Tage, 1950
- Vom Ebro zur Wolga, 1954
- Auf den Heerstraßen der Zeit, 1957
- Für dich – Freiheit, 1959
- Ein neues Kapitel, trilogie romanesque, 1959–64
- Spanienkrieg, Band 1 / Zur Geschichte der 11. Internationalen Brigade, 1977
- Spanienkrieg, Band 2 / Begegnung am Ebro : Schriften, Dokumente, 1977
- Unter Türmen und Masten, 1960
- Erzählungen I, 1967

### Édition française
- L'Épreuve : histoire d'un camp de concentration, traduction de Die Prüfung par Maurice Rémon, Éd. Albin Michel, 1936.

## Adaptations
- Dein unbekannter Bruder, film réalisé par Ulrich Weiß, 1980.
- Und laß Dir kein Unrecht gefallen, téléfilm réalisé par Gunter Friedrich, 1984.